# Baochang
Baochang är en köping i Kina. Den ligger i provinsen Jiangsu, i den östra delen av landet, omkring 250 kilometer öster om provinshuvudstaden Nanjing. Antalet invånare är 44 316. Befolkningen består av 25 202 kvinnor och 19 114 män. Barn under 15 år utgör 12,0 %, vuxna 15-64 år 68 %, och äldre över 65 år 18,0 %.
Runt Baochang är det mycket tätbefolkat, med 1 135 invånare per kvadratkilometer. Närmaste större samhälle är Lüsigang, 16,8 km öster om Baochang. Trakten runt Baochang består till största delen av jordbruksmark.
Genomsnittlig årsnederbörd är 1 257 millimeter. Den regnigaste månaden är juli, med i genomsnitt 219 mm nederbörd, och den torraste är januari, med 35 mm nederbörd.